# U pokladny stál...
U pokladny stál… je československá filmová komedie z roku 1939.
Film režíroval Karel Lamač jako svůj poslední snímek před emigrací do ciziny. Hlavní roli vytvořil Vlasta Burian.

## Děj
Ošetřovatel v nemocnici „U svatého Jakuba“ Kryštof Rozruch (Vlasta Burian) dostane od nemocenské pojišťovny místo poukazu na „bahna“ na ischias omylem umělé zuby. Rozhodne se, že půjde do pojišťovny a podá reklamaci. V pojišťovně si ho zaměstnanci spletou s jeho nadřízeným, primářem MUDr. Leonem Markem (Antonín Streit), který má přijít do pokladny. Proto lékař nemocenské pojišťovny Bruner (Jaroslav Marvan) pošle Rozrucha do lázní Rochov na léčení. Bruner jede s Rozruchem.
V té době jede do lázní také Marek se svou přítelkyní Hedou Pěnovou (Anna Gabrielová), Marek se ale vydává za Rozrucha, aby jeho vyvolená nevěděla, jak je bohatý. Do lázní jede také gremiální rada Pěna (Čeněk Šlégl) se svou milenkou Věrou (Adina Mandlová). Pěna neví, že tam je jeho dcera a ona také neví, že tam je. Rozruch se s radou zná, potkali se v pojišťovně. Po několika komických scénách a po přednesu Rozruchovy balady o Deliriu Tremens Brunerovi se celá komplikovaná situace vyřeší a odhalí. Mezitím se ještě Rozruch domluvil s Markem o tom, že se budou vydávat za toho druhého. Pak všechno praskne: Pěna i Věra jsou odhaleni Věřinou matkou (Marie Blažková), také Pěnova dcera s Leonem jsou odhaleni.
Rozruch se vrací zpátky do Prahy. Tam se Rozruch pohádá s doktorem (Karel Postranecký). Pak Rozruch ošetří zraněný palec radovi Pěnovi (palec mu Rozruch přiskřípl ještě v pojišťovně). Rada v tu chvíli netuší, že Rozruch není lékař. Vše se však „provalí“ v přítomnosti Marka, Brunera, Věry, Hedy, uraženého doktora i Pěny. Na obranu proti námitkám Rozruch předloží diplom s tím, že od rána je také lékař (promoval tentýž den ráno). Lékař Bruner zajistí pro Rozrucha místo v nemocenské pojišťovně.

## V hlavní roli
Vlasta Burian (role: ošetřovatel v nemocnici Kryštof Rozruch a nepravý primář Leon Marek); v tomto svém dvacátém sedmém filmu dokonale improvizoval (pojišťovna a lázně).

## Dále hrají
- Jaroslav Marvan (MUDr. Osvald Bruner, šéflékař nemocenské pojišťovny)
- Antonín Streit (primář MUDr. Leon Marek U svatého Jakuba)
- Čeněk Šlégl (gremiální rada Richard Pěna)
- Anna Gabrielová (Heda Pěnová, jeho dcera a milá primáře Marka)
- Adina Mandlová (sekretářka nemocenské pojišťovny Věra Hornová, Pěnova milenka)
- Marie Blažková (matka Věry Hornové)
- Václav Trégl (pacient Matyáš Klůcek)
- Karel Postranecký (lékař v nemocnici U svatého Jakuba)
- Marta Školudová (zdravotní sestra v nemocnici U svatého Jakuba)
- Karel Němec (zřízenec v nemocnici U svatého Jakuba)
- Ladislav Hemmer (tajemník v pojišťovně)
- Emanuel Kovařík (Patočka, úředník v pojišťovně)
- František Filipovský (úředník v pojišťovně)
- Antonín Soukup (portýr v pojišťovně)
- Ferdinand Jarkovský (kancelářský sluha v pojišťovně)
- Václav Menger (pacient v lázních)
- Betty Kysilková (pacientova žena)
- Antonín Mlčkovský (portýr v lázních)
- R. A. Dvorský se svým orchestrem

## Autorský tým
- Námět: MUDr. Jiří Verner (divadelní hra) – chirurg vinohradské nemocnice
- Scénář: Václav Wasserman
- Režie: Karel Lamač
- Kamera: Jan Stallich
- Hudba: Josef Dobeš
- Texty písní: Ladislav Brom a MUDr. Jiří Verner
- Výroba: Bromfilm – Reiter film

## Technické údaje
- Rok výroby: 1939
- Premiéra: 10. února 1939
- Zvukový film
- Barva: černobílý
- Délka: 98 minut
- Druh filmu: komedie
- Země původu: Československo
- Jazyk: čeština
- Natočeno: v ateliéru